# Jeremy Arévalo
Jeremy Alberto Arévalo Mera (Maliaño, España, 19 de marzo de 2005), conocido como Jeremy, es un futbolista hispanoecuatoriano. Juega como delantero centro en el Real Racing Club de Santander de la Segunda División de España.

## Trayectoria
Nacido en Santander de padres ecuatorianos, se forma en el Racing de Santander, debutando con el filial el 8 de enero de 2022 al entrar como suplente en los minutos finales de una derrota por 3-0 frente al C. D. Laredo en la Segunda Federación. Logra debutar con el primer equipo el 12 de agosto de 2023 al entrar como suplente al término de una victoria por 4-0 frente a la S. D. Eibar.

## Selección nacional

### Categorías inferiores
Elegible para jugar con España y Ecuador, representó a La Roja a nivel sub-18. El 5 de enero de 2025, La Tri anunció su convocatoria para disputar el Campeonato Sudamericano Sub-20 en Venezuela.

#### Participaciones en Sudamericanos
| Campeonato                  | Sede      | Resultado    | Partidos | Goles |
| --------------------------- | --------- | ------------ | -------- | ----- |
| Sudamericano Sub-20 de 2025 | Venezuela | Primera fase | 3        | 0     |

## Estadísticas

### Clubes
Actualizado al último partido disputado el 8 de junio de 2025.
| Club                         | Liga          | Temporada     | Liga  | Liga  | Liga   | Copas nacionales | Copas nacionales | Copas nacionales | Copas internacionales | Copas internacionales | Copas internacionales | Total | Total | Total  |
| Club                         | Liga          | Temporada     | Part. | Goles | Asist. | Part.            | Goles            | Asist.           | Part.                 | Goles                 | Asist.                | Part. | Goles | Asist. |
| ---------------------------- | ------------- | ------------- | ----- | ----- | ------ | ---------------- | ---------------- | ---------------- | --------------------- | --------------------- | --------------------- | ----- | ----- | ------ |
| Rayo Cantabria · España      | 2.ª RFEF      | 2021-22       | 1     | 0     | 0      | —                | —                | —                | —                     | —                     | —                     | 1     | 0     | 0      |
| Rayo Cantabria · España      | 2.ª RFEF      | 2022-23       | 32    | 5     | 1      | —                | —                | —                | —                     | —                     | —                     | 32    | 5     | 1      |
| Rayo Cantabria · España      | 2.ª RFEF      | 2023-24       | 24    | 1     | 6      | —                | —                | —                | —                     | —                     | —                     | 24    | 1     | 6      |
| Rayo Cantabria · España      | Total club    | Total club    | 57    | 6     | 7      | 0                | 0                | 0                | 0                     | 0                     | 0                     | 57    | 6     | 7      |
| Racing de Santander · España | 2.ª           | 2023-24       | 12    | 0     | 1      | —                | —                | —                | —                     | —                     | —                     | 12    | 0     | 1      |
| Racing de Santander · España | 2.ª           | 2024-25       | 8     | 0     | 0      | 2                | 1                | 1                | —                     | —                     | —                     | 10    | 1     | 1      |
| Racing de Santander · España | Total club    | Total club    | 20    | 0     | 1      | 2                | 1                | 1                | 0                     | 0                     | 0                     | 22    | 1     | 2      |
| Total carrera                | Total carrera | Total carrera | 77    | 6     | 8      | 2                | 1                | 1                | 0                     | 0                     | 0                     | 79    | 7     | 9      |
| 1. 2.                        |               |               |       |       |        |                  |                  |                  |                       |                       |                       |       |       |        |

### Selecciones
Actualizado al último partido jugado el 1 de febrero de 2025.
| Selección        | Temporada     | Sudamericano | Sudamericano | Sudamericano | Mundial | Mundial | Mundial | Amistosos | Amistosos | Amistosos | Total | Total | Total  |
| Selección        | Temporada     | Part.        | Goles        | Asist.       | Part.   | Goles   | Asist.  | Part.     | Goles     | Asist.    | Part. | Goles | Asist. |
| ---------------- | ------------- | ------------ | ------------ | ------------ | ------- | ------- | ------- | --------- | --------- | --------- | ----- | ----- | ------ |
| Sub-18 · España  | 2023          | —            | —            | —            | —       | —       | —       | 3         | 1         | 0         | 3     | 1     | 0      |
| Sub-18 · España  | Total         | 0            | 0            | 0            | 0       | 0       | 0       | 3         | 1         | 0         | 3     | 1     | 0      |
| Sub-20 · Ecuador | 2024          | —            | —            | —            | —       | —       | —       | 1         | 0         | 0         | 1     | 0     | 0      |
| Sub-20 · Ecuador | 2025          | 3            | 0            | 0            | —       | —       | —       | —         | —         | —         | 3     | 0     | 0      |
| Sub-20 · Ecuador | Total         | 3            | 0            | 0            | 0       | 0       | 0       | 1         | 0         | 0         | 4     | 0     | 0      |
| Total carrera    | Total carrera | 3            | 0            | 0            | 0       | 0       | 0       | 4         | 1         | 0         | 7     | 1     | 0      |

### Resumen estadístico
Actualizado al último partido disputado el 8 de junio de 2025.
| Competición          | Partidos | Goles | Asistencias |
| -------------------- | -------- | ----- | ----------- |
| Liga                 | 77       | 6     | 8           |
| Copas nacionales     | 2        | 1     | 1           |
| Selección de España  | 3        | 1     | 0           |
| Selección de Ecuador | 4        | 0     | 0           |
| Total                | 86       | 8     | 9           |